# Johann Tauscher
Johann Tauscher, avstrijski rokometaš, * 31. marec 1909, † 21. januar 1979.
Leta 1936 je na poletnih olimpijskih igrah v Berlinu v sestavi avstrijske rokometne reprezentance osvojil srebrno olimpijsko medaljo.